# John Bell (sekretarz wojny)
John Bell (ur. 15 lutego 1796 w Nashville, zm. 10 września 1869 w Dover) – amerykański polityk i prawnik. Kandydat na prezydenta w wyborach w 1860 roku z ramienia Konstytucyjnej Partii Unii.

## Życiorys
Urodził się 15 lutego 1796 roku w Nashville. Ukończył studia prawnicze na Cumberland College w 1814 roku, a dwa lata później został przyjęty do palestry. Został wybrany do stanowej legislatury w 1817 roku. Dziesięć lat później został wybrany do Izby Reprezentantów z ramienia Partii Demokratycznej i zasiadał w niej do roku 1841. W latach 1834–1835 był spikerem Izby. W 1834 roku sprzeciwił się polityce Andrew Jacksona i dwa lata później poparł w wyborach prezydenckich kandydaturę Hugh White’a. Po jego porażce, Bell wstąpił do Partii Wigów i w 1841 roku został mianowany sekretarzem wojny przy Williamie Henrym Harrisonie. Po śmierci prezydenta, Bell zrezygnował ze stanowiska, protestując przeciwko polityce Johna Tylera.
Przez sześć lat nie udzielał się politycznie, ale w 1847 roku został wybrany do Senatu, z ramienia Partii Wigów, gdzie zasiadał do roku 1859. Ponieważ był właścicielem dużej liczby niewolników, sprzeciwiał się kompromisowi 1850 roku, ustawie o Kansas i Nebrasce, a także wojnie amerykańsko-meksykańskiej. Jego postawa i poglądy spowodowały, że Konstytucyjna Partia Unii wystawiła jego kandydaturę w wyborach prezydenckich w 1860 roku. Uzyskał niecałe 600 tysięcy głosów (12,6%), co było czwartym wynikiem wśród kandydatów. W Kolegium Elektorskim otrzymał 39 głosów. Po secesji stanów południowych, której Bell się stanowczo sprzeciwiał, odmówił wstąpienia w szeregi wojsk Unii. Osiadł w Georgii, a pod koniec życia przeniósł się do Tennessee. Zmarł 10 września 1869 roku w Dover.